# Вівчарик Руслан Павлович

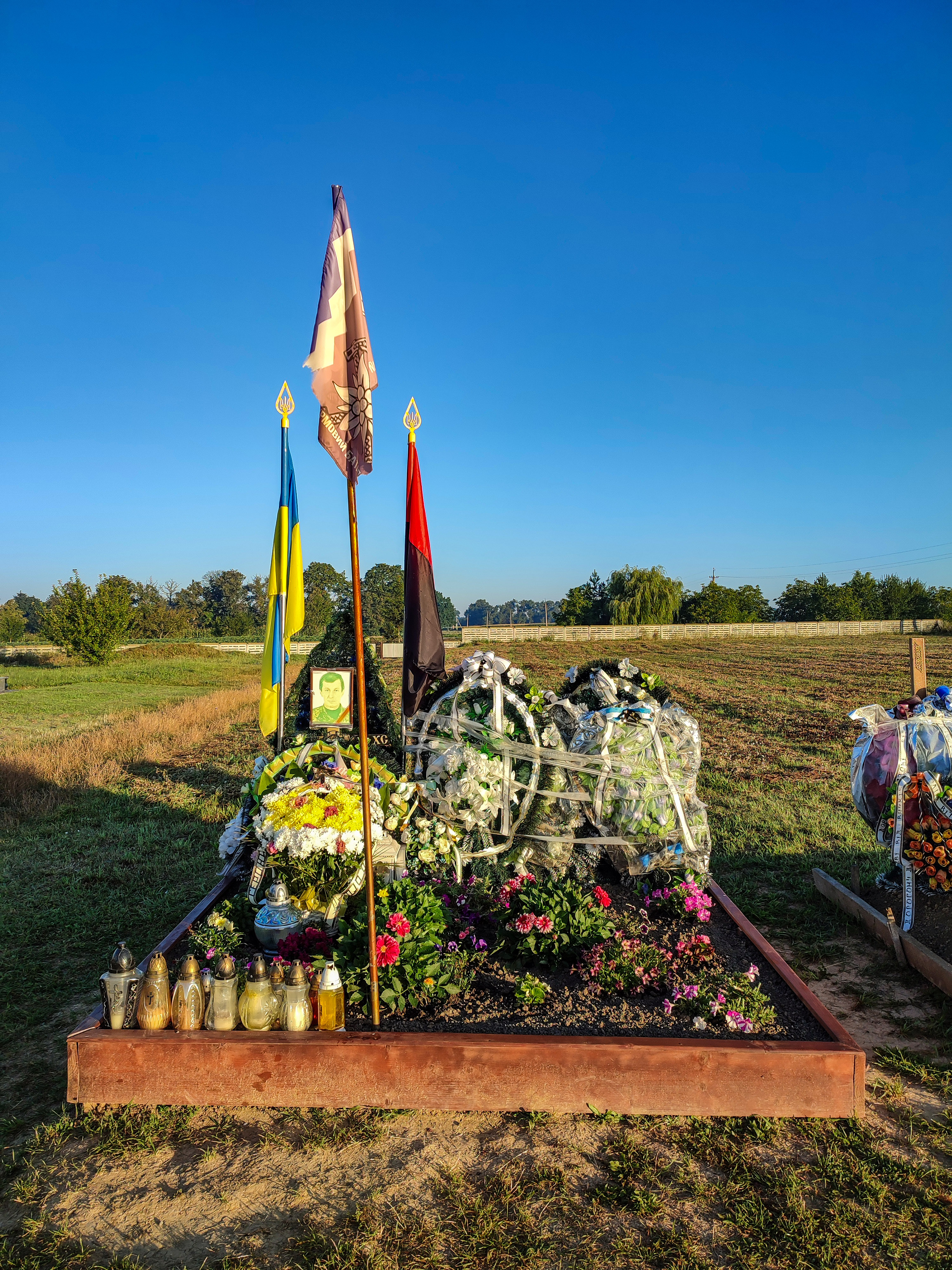
Могила Руслана Вівчарика на цвинтарі в родинному селі

Руслан Павлович Вівчарик (23 травня 1973, с. Шманьківчики, Тернопільська область — 12 лютого 2023, біля с. Білогорівка, Донецька область) — український військовослужбовець, солдат 10 ОГШБр Збройних сил України, учасник російсько-української війни. Кавалер ордена «За мужність» III ступеня (2023, посмертно).

## Життєпис
Руслан Вівчарик народився 23 травня 1973 року в селі Шманьківчиках, нині Заводської громади Чортківського району Тернопільської области України.
Працював механізатором на місцевій племстанції, а потім у приватному підприємстві.
Мобілізований в перші дні повномасштабного російського вторгнення в Україну 2022 року. Проходив службу в 8-му батальйоні 10-ї окремої гірсько-штурмової бригади, де ремонтував військову техніку. На початку 2023 року відбув за ротацією на схід України. Загинув 12 лютого 2023 року при виконанні бойового завдання біля с. Білогорівки на Донеччині.
Похований 17 лютого 2023 року в родинному селі.
Залишилися дружина, дві доньки та троє онуків.

## Нагороди
- орден «За мужність» III ступеня (9 серпня 2023, посмертно) — за особисту мужність, виявлену у захисті державного суверенітету та територіальної цілісності України, самовіддане виконання військового обов'язку[1];
- почесний громадянин Заводської громади (31 серпня 2023, посмертно) — за вагомий особистий вклад у становленні української державності та особисту мужність і героїзм, виявлені у захисті державного суверенітету та територіальної цілісності України[2].